# Theope eudocia
Espèce
Theope eudocia est une espèce d'insectes lépidoptères appartenant à la famille  des Riodinidae et au genre Theope.

## Taxonomie
Theope eudocia a été décrit par John Obadiah Westwood en 1851.

### Noms vernaculaires
Theope eudocia se nomme en anglais Orange Theope.

## Description
Theope eudocia est un papillon au dessus jaune orangé avec aux ailes antérieures au bord costal et au bord externe une très large bordure marron laissant une plage orangée le long du bord interne alors que les ailes postérieures sont orange. La partie basale comporte une légère suffusion mauve.
Le revers est jaune.

### Chenille
La chenille est verte.

## Biologie

### Plante hôte
Les plantes hôtes de sa chenille sont diverses, Theobroma cacao, Inga punctata, Vochysia guatemalensis et Terminalia amazonia,.

## Écologie et distribution
Theope eudocia est présent au Nicaragua, en Colombie, au Pérou, au Brésil et en Guyane,.

### Biotope
En Guyane il réside dans la région sub côtière.

### Protection
Pas de statut de protection particulier.